# Andrea Vuerich
Andrea Vuerich (* 6. Oktober 1907 in Pontebba; † 23. April 1964 in Udine) war ein italienischer Skisportler.
Vuerich errang bei seiner ersten Teilnahme an Olympischen Winterspielen im Februar 1932 in Lake Placid den 25. Platz im Skilanglauf über 18 km. Im Jahr 1935 wurde er italienischer Meister in der Nordischen Kombination und nahm im folgenden Jahr bei den Olympischen Winterspielen in Garmisch-Partenkirchen am Wettbewerb der Nordischen Kombination teil, den er aber vorzeitig beendete.